# Chaos (film 2001)
Chaos  è un film del 2001, scritto e diretto da Coline Serreau.

## Trama
Una coppia borghese, moderna ma convenzionale. Una notte, per caso, una giovane prostituta irrompe nelle loro vite. La donna verrà perseguitata, picchiata, minacciata, ma continuerà a lottare con l'aiuto di una signora benestante, prima per la sua sopravvivenza poi per la sua dignità e libertà.

## Riconoscimenti
- Premi César 2002: migliore promessa femminile (Rachida Brakni)
- Premi Lumière 2002: migliore promessa femminile (Rachida Brakni)